# Aphaenogaster ashmeadi
Aphaenogaster ashmeadi é uma espécie de inseto do gênero Aphaenogaster, pertencente à família Formicidae.